# Montebello
Montebello este un municipiu din departamentul Antioquia, Columbia.